# IO Волос Вероники
IO Волос Вероники (лат. IO Comae Berenices), HD 116093 — тройная звезда в созвездии Волос Вероники на расстоянии приблизительно 755 световых лет (около 232 парсек) от Солнца. Возраст звезды определён как в среднем около 1,85 млрд лет*.
Пара первого и второго компонентов — двойная затменная переменная звезда типа Алголя (EA). Видимая звёздная величина звезды — от +9,48m до +9,15m. Орбитальный период — около 53,187 суток.

## Характеристики
Первый компонент (WDS J13211+2228Aa) — жёлто-белая звезда спектрального класса F3V*, или F6V. Масса — около 1,644 солнечной, радиус — около 2,471 солнечных, светимость — около 4,7 солнечной. Эффективная температура — около 6339 K.
Второй компонент (WDS J13211+2228Ab) — жёлто-белая звезда спектрального класса F8V*. Масса — около 1,21 солнечной, радиус — около 1,51 солнечного, светимость — около 4,1 солнечной. Эффективная температура — около 6683 K*.
Третий компонент (TYC 1464-514-2) — оранжевый карлик спектрального класса K. Видимая звёздная величина звезды — +12,7m. Радиус — около 0,67 солнечного, светимость — около 0,23 солнечной. Эффективная температура — около 4754 K. Удалён на 4,4 угловой секунды.

## Планетная система
В 2019 году учёными, анализирующими данные проектов HIPPARCOS и Gaia, у звезды обнаружена планета HIP 65150 b.